# Sádaba (kommunhuvudort)
Sádaba är en kommunhuvudort i Spanien.   Den ligger i provinsen Provincia de Zaragoza och regionen Aragonien, i den nordöstra delen av landet, 290 km nordost om huvudstaden Madrid. Sádaba ligger 447 meter över havet och antalet invånare är 1 914.
Terrängen runt Sádaba är platt åt sydväst, men åt nordost är den kuperad. Runt Sádaba är det glesbefolkat, med 9 invånare per kvadratkilometer. Närmaste större samhälle är Carcastillo, 17,9 km nordväst om Sádaba. Trakten runt Sádaba består till största delen av jordbruksmark.